# 嶋野浩一朗
嶋野 浩一朗（しまの こういちろう、1972年〈昭和47年〉11月4日 - ）は、日本の政治家。大阪府摂津市長（1期）。元摂津市議会議員（6期）。

## 経歴
大阪府高槻市生まれ。のち茨木市に移り、茨木市立沢池小学校、茨木市立西陵中学校、私立洛南高等学校を経て、京都大学文学部(地理学専攻)卒業。大学時代は硬式野球部に所属した。卒業後は大和銀行に入行。その後、大阪体育大学大学院に入り、修士号を取得する。院生活と並行して水泳のインストラクターを務め、市議を務めていたオーナーと知り合い政治家を目指すようになる。2001年摂津市議会議員選挙に立候補し、初当選。摂津市議を6期務め、市議会議長や大阪府市議会議長会会長を務めた。このほか、摂津市立鳥飼北小学校、摂津市立第二中学校各PTA会長、摂津青年会議所理事長を務めた。
2024年7月17日、同年9月の摂津市長選への立候補を表明。嶋野は市長選では自由民主党を離党し無所属で臨んだものの、自民や公明党の市議らから支援を受け、また、現職の森山一正市長からも後継指名を受けた。9月22日の投開票の結果、元大阪維新の会の府議会議員と日本共産党が推薦した候補を大差で破り初当選した。